# Franco Gianese
Franco Gianese (Rosà, 15 settembre 1900 – ...) è stato un calciatore italiano, di ruolo portiere.

## Carriera
Cresciuto nel Bologna, con i felsinei ha disputato quattro stagioni dal 1920, nella stagione 1923-24 ha disputato anche le due finali scudetto, la prima il 15 giugno 1924 (Genoa-Bologna (1-0) e la seconda il 22 giugno Bologna-Genoa (0-2). Ha giocato dal 1924 al 1926 con l'Internazionale e poi chiuso la carriera a Taranto.

## Statistiche

### Presenze e reti nei club
| Stagione        | Club            | Campionato      | Campionato | Campionato |
| Stagione        | Club            | Comp            | Pres       | Reti       |
| --------------- | --------------- | --------------- | ---------- | ---------- |
| 1920-1924       | Bologna         | Prima Divisione | 45         | -50        |
| 1924-1925       | Inter           | Prima Divisione | 0          | 0          |
| 1925-1926       | Inter           | Prima Divisione | 5          | -9         |
| Totale Bologna  | Totale Bologna  |                 | 45         | -50        |
| Totale Inter    | Totale Inter    |                 | 5          | -9         |
| Totale Taranto  | Totale Taranto  |                 | 20         | -?         |
| Totale carriera | Totale carriera |                 | 70         | -?         |